# Rząd Jana Fischera
Rząd Jana Fischera – rząd Republiki Czeskiej pod kierownictwem Jana Fischera, powołany i zaprzysiężony przez prezydenta Václava Klausa 8 maja 2009. Urzędował do 13 lipca 2010, kiedy to zaprzysiężony został rząd Petra Nečasa.

## Powołanie gabinetu
Wobec drugiego rządu Mirka Topolánka Izba Poselska przegłosowała wotum nieufności. Wówczas w ramach umowy czterech partii: Obywatelskiej Partii Demokratycznej (ODS), Czeskiej Partii Socjaldemokratycznej (ČSSD), Unii Chrześcijańskich Demokratów – Czechosłowackiej Partii Ludowej (KDU-ČSL) i Partii Zielonych (SZ) postanowiono powierzyć Janowi Fischerowi, dotychczasowemu prezesowi Czeskiego Urzędu Statystycznego, stanowisko premiera do czasu zaplanowanych na październik 2009 przedterminowych wyborów parlamentarnych. Wybory do Izby Poselskiej odbyły się jednak w konstytucyjnym terminie w maju 2010, co przedłużyło okres funkcjonowania gabinetu technicznego do 13 lipca 2010, kiedy Petr Nečas stanął na czele nowego koalicyjnego rządu.
Jan Fischer został desygnowany na premiera przez prezydenta Václava Klausa 9 kwietnia 2009. Do 8 maja 2009 swoje obowiązki nadal pełnili ministrowie zdymisjonowanego rządu Mirka Topolánka (w tym również premier). 7 czerwca 2009 rząd Jana Fischera uzyskał votum zaufania w Izbie Poselskiej stosunkiem głosów 156 do 1.
Gabinet tworzyły osoby bezpartyjne rekomendowane przez ODS, ČSSD i SZ (KDU-ČSL wycofało się z umowy), spośród członków poprzedniego rządu swoje stanowisko zachował jedynie Michael Kocáb.

## Skład rządu
| Stanowisko                                                             | Minister            | Ugrupowanie      | Okres urzędowania                     |
| ---------------------------------------------------------------------- | ------------------- | ---------------- | ------------------------------------- |
| Premier                                                                | Jan Fischer         | bezpartyjny      | od 8 maja 2009 do 13 lipca 2010       |
| Wicepremier Minister obrony                                            | Martin Barták       | bezpartyjny/ODS  | od 8 maja 2009 do 13 lipca 2010       |
| Wicepremier Minister spraw zagranicznych                               | Jan Kohout          | bezpartyjny/ČSSD | od 8 maja 2009 do 13 lipca 2010       |
| Minister spraw wewnętrznych                                            | Martin Pecina       | bezpartyjny/ČSSD | od 8 maja 2009 do 13 lipca 2010       |
| Minister sprawiedliwości                                               | Daniela Kovářová    | bezpartyjna/ODS  | od 8 maja 2009 do 13 lipca 2010       |
| Minister finansów                                                      | Eduard Janota       | bezpartyjny/ODS  | od 8 maja 2009 do 13 lipca 2010       |
| Minister rozwoju regionalnego                                          | Rostislav Vondruška | bezpartyjny/ČSSD | od 8 maja 2009 do 13 lipca 2010       |
| Minister środowiska                                                    | Ladislav Miko       | bezpartyjny/SZ   | od 8 maja 2009 do 30 listopada 2009   |
| Minister środowiska                                                    | Jan Dusík           | bezpartyjny/SZ   | od 30 listopada 2009 do 22 marca 2010 |
| Minister środowiska                                                    | Rut Bízková         | bezpartyjna/ODS  | od 15 kwietnia 2010 do 13 lipca 2010  |
| Minister przemysłu i handlu                                            | Vladimír Tošovský   | bezpartyjny/ČSSD | od 8 maja 2009 do 13 lipca 2010       |
| Minister transportu                                                    | Gustav Slamečka     | bezpartyjny/ODS  | od 8 maja 2009 do 13 lipca 2010       |
| Minister rolnictwa                                                     | Jakub Šebesta       | bezpartyjny/ČSSD | od 8 maja 2009 do 13 lipca 2010       |
| Minister szkolnictwa                                                   | Miroslava Kopicová  | bezpartyjna/ODS  | od 8 maja 2009 do 13 lipca 2010       |
| Minister pracy i spraw socjalnych                                      | Petr Šimerka        | bezpartyjny/ČSSD | od 8 maja 2009 do 13 lipca 2010       |
| Minister zdrowia                                                       | Dana Jurásková      | bezpartyjna/ODS  | od 8 maja 2009 do 13 lipca 2010       |
| Minister kultury                                                       | Václav Riedlbauch   | bezpartyjny/ČSSD | od 8 maja 2009 do 13 lipca 2010       |
| Minister bez teki Przewodniczący Rady Legislacyjnej                    | Pavel Zářecký       | bezpartyjny/ČSSD | od 8 maja 2009 do 13 lipca 2010       |
| Minister bez teki Minister ds. praw człowieka i mniejszości narodowych | Michael Kocáb       | bezpartyjny/SZ   | od 8 maja 2009 do 2 marca 2010        |
| Minister bez teki Minister ds. europejskich                            | Štefan Füle         | bezpartyjny/ČSSD | od 8 maja 2009 do 30 listopada 2009   |
| Minister bez teki Minister ds. europejskich                            | Juraj Chmiel        | bezpartyjny/ODS  | od 30 listopada 2009 do 13 lipca 2010 |